# 格林艾爾鎮區 (明尼蘇達州錫布利縣)
格林艾爾鎮區（英語：Green Isle Township）是位於美國明尼蘇達州錫布利縣的一個行政鎮區。

## 地方資料
格林艾爾鎮區的面積為93.07平方千米，當中陸地面積為91.16平方千米，而水域面積為1.91平方千米。根據2020年美國人口普查的數據，當地共有人口518人，而人口密度為每平方千米5.57人。